# 金石镇 (三台县)
金石镇，是中华人民共和国四川省绵阳市三台县下辖的一个乡镇级行政单位。2019年12月，撤销黎曙镇，将其所属行政区域划归金石镇管辖，金石镇人民政府驻广东街6号。

## 行政区划
金石镇下辖以下地区：
社区、泉源村、高井村、草埝村、明朗村、荣庄村、康庄村、元山村、玉仙村、海棠村、燕窝村、治河村、新安村、桐子村、瓦窑村、互助村、李家坝村、长虹村、友谊村、三秀村、石柱村和蟠桥村。